# Municipio de Nilsen
El municipio de Nilsen (en inglés: Nilsen Township) es un municipio ubicado en el condado de Wilkin en el estado estadounidense de Minnesota. En el año 2010 tenía una población de 60 habitantes y una densidad poblacional de 0,64 personas por km².

## Geografía
El municipio de Nilsen se encuentra ubicado en las coordenadas 46°19′33″N 96°27′57″O / 46.32583, -96.46583. Según la Oficina del Censo de los Estados Unidos, el municipio tiene una superficie total de 93.41 km², de la cual 93,41 km² corresponden a tierra firme y (0 %) 0 km² es agua.

## Demografía
Según el censo de 2010, había 60 personas residiendo en el municipio de Nilsen. La densidad de población era de 0,64 hab./km². De los 60 habitantes, el municipio de Nilsen estaba compuesto por el 100 % blancos. Del total de la población el 0 % eran hispanos o latinos de cualquier raza.